# آبنوس بونز
آبنوس بونز (انگلیسی: Ebony Bones؛ زادهٔ ۱۹۸۲) یک موسیقی‌دان اهل بریتانیا است.